# 이르지 도피타
이르지 도피타(체코어: Jiří Dopita, 1968년 12월 2일 ~ )는 체코의 아이스하키 선수, 지도자로 포지션은 센터이다. 현역 시절에 체코 엑스트랄리가와 내셔널 하키 리그(NHL)에서 활동했다.
체코 대표팀의 일원으로서 올림픽에서 금메달과 동메달을 획득했고, 세계 선수권 대회에서 금메달 3개, 동메달 2개를 획득했다.